# رابه گرونبلوم
رابه آندرس گرونبلوم (انگلیسی: Rabbe Anders Grönblom; ۳ مهٔ ۱۹۵۰ – ۲۹ ژوئن ۲۰۱۵) کارآفرین، و تاجر اهل فنلاند (فنلاندی- سوئدی) بود که تجارت پیتزای موفقی را در واسای فنلاند آغاز کرد. اولین شرکت او یک پیزریا به نام O sole mio بود که در سال ۱۹۷۶ در مرکز واسا تأسیس شد و هنوز فعالیت می‌کند. سپس حق امتیاز پیتزایی زنجیره‌ای را گسترش داد که ابتدا Pizzeria N:o 1 نام داشت. او به عنوان "امپراتور پیتزا" (به فنلاندی: Pizzakeisari) شناخته می‌شد، زیرا او بنیانگذار حق امتیاز پیتزای زنجیره‌ای معروف به نام کوتی پیتزا (Kotipizza) بود که نام جدید Pizzeria N:o 1 بود که به سرعت در خارج از واسا گسترش یافت. گفته می‌شود این زنجیره بزرگترین زنجیره در کشورهای شمال اروپا است. او همچنین بنیانگذار شرکت حمل و نقل RG Line، هتل‌های زنجیره‌ای Omenahotelli و پیتزای زنجیره‌ای دیگری به نام Golden Rax Pizzabuffet بود. بیشتر شرکت‌های او زیرمجموعه Grönblom International LTD هستند که Rabbe Grönblom به عنوان مدیر در آن فعالیت می‌کرد. با این حال، پیتزا بوفه گلدن رکس امروزه بخشی از بزرگترین شرکت هتل و رستوران فنلاندی Restel Oy Ltd است، جایی که رابه گرونبلوم عضو هیئت مدیره آن بود. او همچنین از سال ۲۰۰۳ عضو هیئت مدیره شرکت لاستیک فنلاندی Nokian Renkaat بود.